# Cordilheira de Belasica
Belasica, também citado como Belasitsa, Belasitza (em búlgaro: Беласица), Cercíni (em grego: Κερκίνη; romaniz.: Kerkíni) ou Beles (em grego: Μπέλλες; romaniz.: Bélles), é uma cordilheira da península balcânica do grupo Besalica-Osogovo localizada na histórica região da Macedônia, no Sudeste da Europa. Tem uma área de 620 km2 e está atualmente dividida entre o noroeste da Grécia (aprox. 45%), o sudeste da Macedônia do Norte (aprox. 35%) e sudoeste da Bulgária (aprox. 20%).

## Geografia

### Topografia
Belasica tem aproximadamente 60 quilômetros de comprimento e 7 a 9 quilômetros de largura e está situada ao nordeste do lago Doiran. Localiza-se numa zona de fronteira e está atualmente dividida entre o noroeste da Grécia (aprox. 45%), o sudeste da Macedônia do Norte (aprox. 35%) e sudoeste da Bulgária (aprox. 20%). É delimitada ao norte pelo rio Estrúmica e o vale de Sandanski-Petrich, que separam-na do monte Ograiden, a leste pelo passo de Rupel, que separa-a do monte Ancistro, e a oeste por Costurino e o rio Tricaina, um afluente do Estrúmica, que separa-a de Plavuch. Para sul, Belasica desce abruptamente em direção ao vale de Serres e o monte Dova, que separam-na do monte Crússia.
As encostas meridionais são rochosas, íngremes e menos arborizadas, enquanto as setentrionais são cortadas cobertas por florestas recortadas por ravinas profundas e rios e riachos com cachoeiras grandes e pequenas. As cristas laterais são curtos e íngremes. Belasica é recortada por alguns passos montanhosos, dos quais o mais importante fora o Demir. O pico mais elevado é chamado Radomir e possui 2 029 metros. Outros picos proeminentes são o Congur ou Grande Congur (1 951 metros), o Puncova Skala (1 974 metros), o Debelo Burdo (1 951 metros), o Lozen (1 898 metros) e o Tumba (1 880 metros).

### Geologia
Belasica é uma cordilheira geologicamente datada do Paleozoico. Sua estrutura moderna é resultante de movimentações ocorridas no Terciário e Quaternário e sua ascensão foi acompanhada pela subsidência dos campos vizinhos. Movimentos ao longo da falha tornaram-se intensos por ca. 1000 anos entre o Plioceno e Quaternário e continuaram ininterruptos até atualmente, o que propiciou o preenchimento de enormes cones aluviais em ambos os lados de Belasica. A erosão ocorrida no maciço é mais acentuada na encosta norte, o que explica a maior incidência de cones aluviais na área.
Os sedimentos fluviais do Quaternário representam várias faixas de cascalhos e areias de largura variável alternadas por camadas argilosas que permanecem sobre rochas sedimentares do Terciário. As rochas mais antigas são gnaisses - rochas metamórficas do grupo dos xistos cristalinos. Elas são compostas por biotita e outros tipos de gnaisses, às vezes misturados com alguns anfibolitos e mármores associados a diferentes transições. A camada de superfície é muito fina, pelo que é facilmente degradada. Em Belasica há depósitos de minério sulfetado - calcopirita, pirita e outros - e em locais isolados há serpentinas.

### Clima
Belasica localiza-se numa região de clima montanhoso continental-mediterrânico, ao sul do subclima da Bulgária. Apesar de sua localização, possui um microclima específico com boas condições para o desenvolvimento da vegetação lenhosa na encosta norte. Belasica serve como uma barreira para as massas úmidas de ciclones mediterrâneos, o que se reflete pelos altos índices pluviométricos da zona; a precipitação média anual é de 625-750 mm, com os mais altos índices sendo registrados em novembro e os menores em agosto. Os invernos são suaves, com fortes chuvas, mas cobertura de neve permanente. O verão nas zonas baixas é quente, e nas superiores, moderadamente quente e seco. A temperatura média de janeiro varia entre 2 a 15 °C, enquanto em julho entre 10,5 e 18 °C. A temperatura média anual é de 12,5 °C para as partes baixas e 8,5 °C para as altas.

## Biodiversidade

### Flora

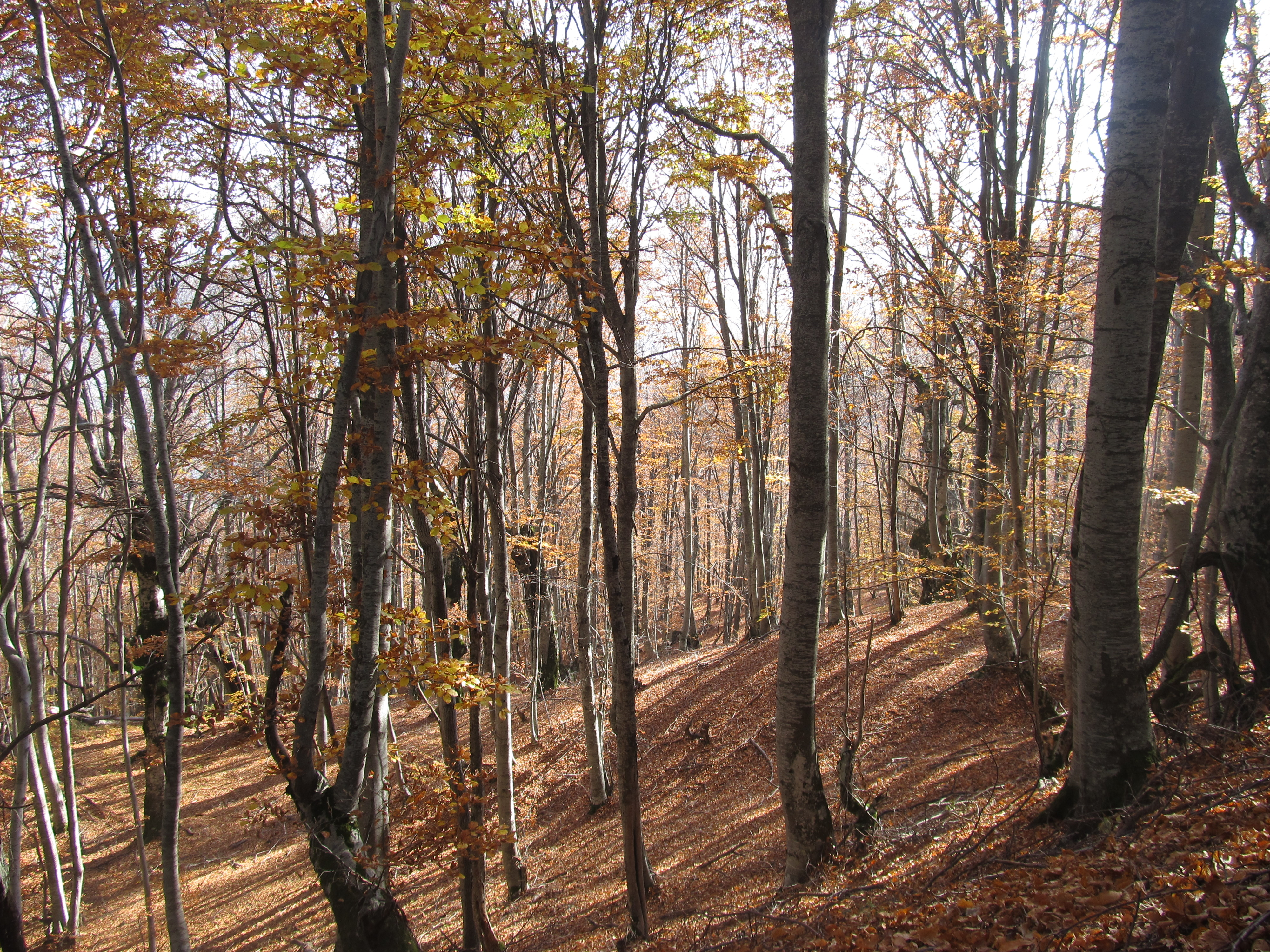
Floresta localizada na Reserva Congura, em Belasica

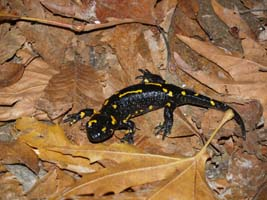
salamandra-de-fogo

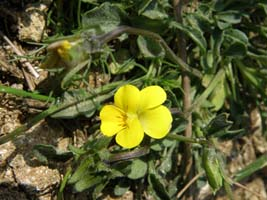
Flor amarela encontrada em Belasica

A flora de Belasica é vasta e compreende um total de 1 591 espécies vegetais, o que para a Bulgária representa 1/3 de sua flora. Deste total, 53 são endêmicas nos Bálcãs e 5 na Bulgária. Além disso, 104 espécies são de interesse conservatório: 17 estão registradas no Livro Vermelho da Bulgária; 28 são protegidas mediante a Lei da Biodiversidade; 31 estão sob tutela da Convenção sobre o Comércio Internacional de Espécies Ameaçadas de Fauna e Flora Selvagens (CITES). Dentre os espécimes mais característicos da cordilheira estão as florestas de castanheiros, em meio as quais também crescem faias, carpinos e amieiros, e as samambaias. Também há grande presença de pinheiros-silvestres, pinheiro-montanheses, juníperos, abetos, abetos-falsos e teixos. Nas zonas semi-elevadas havia grande incidência de pinheiro montanheses, porém, em decorrência de repetidos incêndios, estas áreas atualmente são dominadas por pastos, principalmente de festuca.

### Fungos
Os cogumelos também representam uma parcela expressiva da biodiversidade da cordilheira. Segundo análise feita pelas autoridades búlgaras em 2014, há 146 espécies de fungos pertencentes a 82 gêneros, 47 famílias, 15 ordens e 4 classes, porém segundo eles provavelmente este não seja o número absoluto, havendo a possibilidade de existir uma variedade maior. Das espécies catalogadas, 12 são de interesse conservatório: segundo a Lista Vermelha da Bulgária 1 está criticamente ameaçada, 4 são vulneráveis, 6 estão em perigo e 1 está quase extinta. Dos 146 espécimes registrados, 50 são classificados como comestíveis e 17 são empregados no mercado local: agaricus campestris, amanita-dos-césares, armillaria mellea, boletus edulis, boletus pinophilus, boletus reticulatus, cantharellus amethysteus, cantharellus cibarius, cantharellus melanoxeros, cantharellus tubaeformis, craterellus cornucopioides, vaca-vermelha, lactarius deterrimus, cogumelo guarda-sol, marasmius oreades, suillus granulatus e Suillus luteus.

### Fauna
A fauna de Belasica, por conseguinte, é extremamente variada. Há 1 500 espécies de invertebrados, das quais 140 são borboletas. Do total, 178 são de interesse conservatório devido sua vulnerabilidade ambiental. Além disso, registra-se 10 espécies anfíbias e 23 répteis, das quais, respectivamente, 8 e 22 são protegidas: triturus karelinii, lisotriton graecus, salamandra-de-fogo, bombina variegata, sapo-comum, orbicularis de Emys, mauremys rivulata, eurotestudo hermanni, tartaruga grega, lacerta trilineata, typhlops vermicularis, elaphe quatuorlineata, telescopus fallax, malpolon insignitus, zamenis longissimus e zamenis situla. Dentre os anfíbios catalogados, três deles (rana graeca, mediodactylus kotschyi bibroni e lacerta trilineata) são endêmicas nos Bálcãs.
A avifauna é composta por 150 espécies registradas, das quais algumas são de origem mediterrânica (toutinegra-real e hippolais pallida, etc.), duas são endêmicas nos Bálcãs (eremophila alpestris; ferreirinha-alpina) e duas são raras (Dendrocopos leucotos lilfordi; Tetrastes bonasia). Elas representam 35% da avifauna búlgara. Os mamíferos, por conseguinte, são representados por 21 espécies de morcegos (morcego-de-nathusius, morcego-negro, morcego-anão, morcego-orelhudo-cinzento, morcego-de-bigodes e rhinolophus hipposideros, etc.), 28 de pequeno porte (erinaceus concolor, talpa europaea, sorex araneus, fodiens neomys, esquilo-vermelho, glis glis, dryomis nitedula, apodemus flavicollis, apodemus sylvaticus, clethrionomys glareolus, lepus europeaeus, etc.) e 13 de médio e grande porte (martes martes, vormela peregusna, Lontra-europeia, lobo, corça, gato-bravo, tourão, etc.).

## História

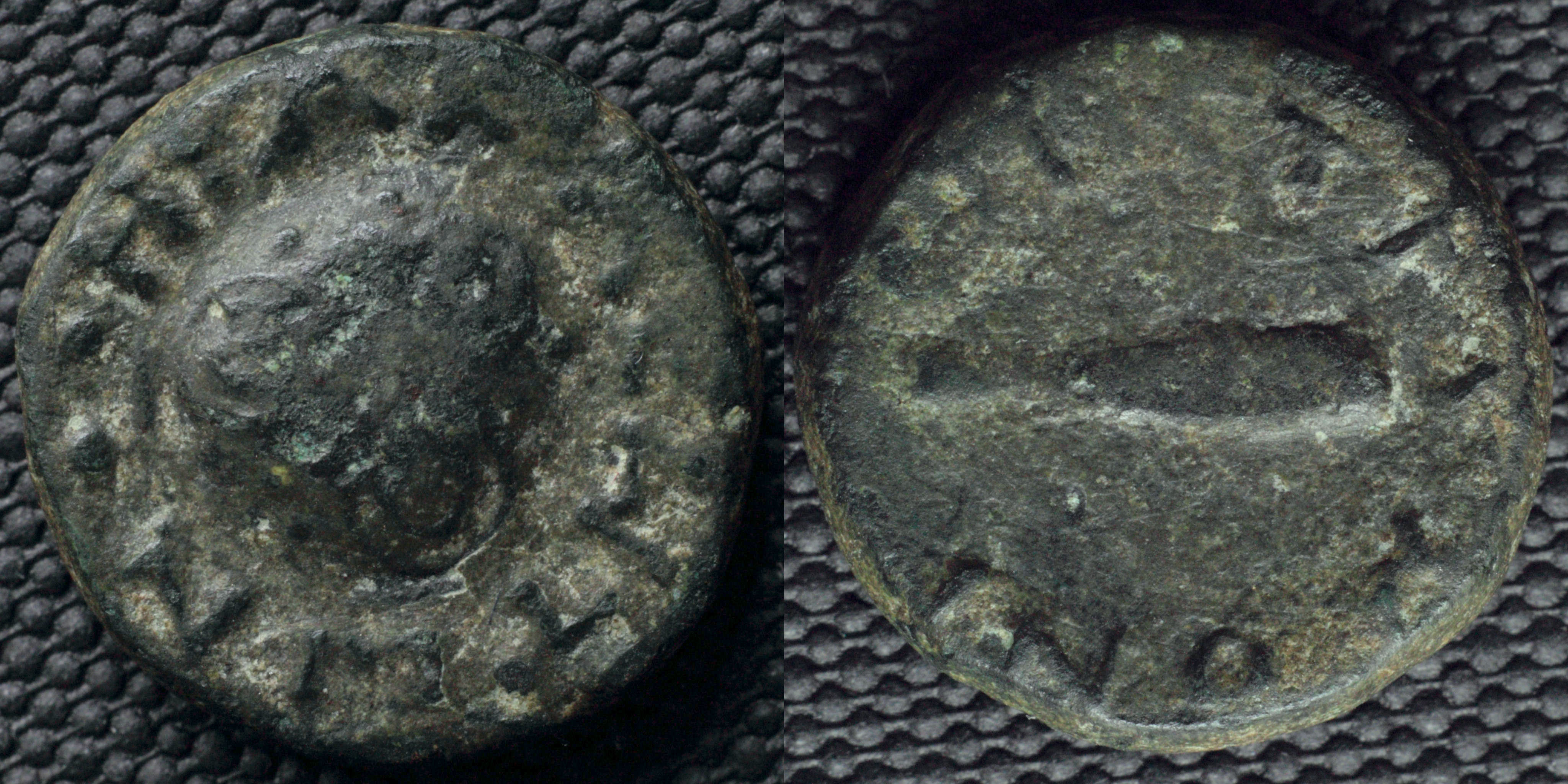
Moeda de bronze escavada em Heracleia Síntica

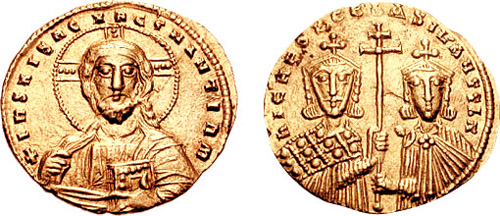
Histameno de r. e r.

A história da cordilheira está intimamente ligada com o rio Estrimão, que na Antiguidade serviu como principal artéria que ligou o Mar Egeu à Europa. Os primeiros indícios de povoamento na região remontam ao Neolítico Tardio I (5 300−4 800 a.C.), estando representado por um sítio situado próximo a Topolnica, uma vila búlgara nas imediações da fronteira búlgaro-grega em Promachónas. A região permaneceu sendo ocupada nos períodos posteriores e há outro sítio datável do Calcolítico Tardio e Idade do Bronze Antiga que fora encontrado próximo a Coralovo.
Durante a Antiguidade, Belasica era chamada pelos gregos de Órbelo (em grego: Ὄρβηλος; romaniz.: Órbelos). O nome Órbelo provavelmente deriva do antigo topônimo trácio/peônio da cordilheira, que significa "montanha radiante" (de belos - radiante - e or - montanha). Segundo os autores antigos, Órbelo era um maciço montanhoso na zona fronteiriça entre a Trácia e Macedônia famoso pelo culto a Dionísio. Pelo período, nas imediações de Belasica no rio Estrimão, seria fundada a importante cidade de Heracleia Síntica que controlou a zona por vários séculos.
Belasica tornar-se-ia particularmente famosa no século XI, durante a conquista bizantina da Bulgária. Naquele momento, o imperador bizantino Basílio II Bulgaróctono (r. 976–1025) estava confrontando o imperador búlgaro Samuel da Bulgária (r. 997–1014) e programara campanhas anuais em solo búlgaro com intuito de gradualmente conquistar seus inimigos. Em 1014, contudo, seu exército foi impedido de seguir trajeto, pois Samuel havia fortificado Clídio, uma localidade nas imediações de Belasica que controlava um importante passo montanhoso. O general Nicéforo Xífias então organizou um seleto destacamento bizantino, marchou com ele sobre Belasica e lançou um ataque surpresa contra os búlgaros, resultando numa vitória esmagadora.
A região foi incorporada ao Império Otomano durante o século XIV durante as campanhas dos sultões Murade I (r. 1362–1389) e Bajazeto I (r. 1389–1402) e permaneceu sob controle dos turcos até 1912, no contexto da Primeira Guerra Balcânica, na qual o Reino da Grécia e outros Estados balcânicos confrontaram o domínio dos turcos sobre os Bálcãs. Durante o período soviético, Belasica tornar-se-ia isolada por tratar-se de uma área próximo a fronteira entre a Grécia e as repúblicas socialistas da Iugoslávia e Bulgária, estando sujeita a uma série de restrições. Nas últimas décadas, contudo, viu-se o florescimento do comércio, artesanato e agricultura com a reintegração das populações montanhesas e dos vales próximos.

## Economia

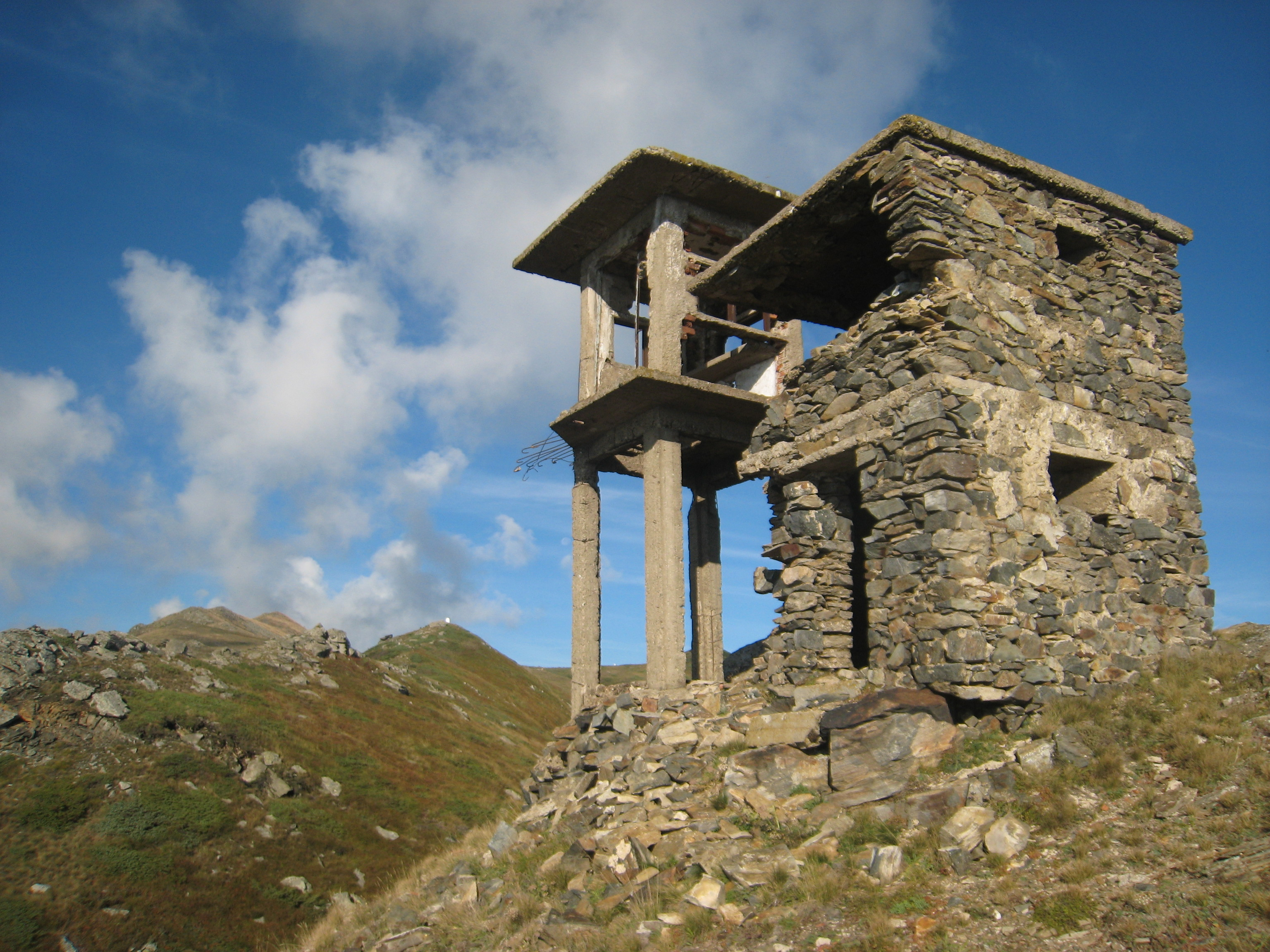
Torre de vigia localizada no lado búlgaro de Belasica

Uma razoável parcela dos métodos de subsistência atualmente presentes nas comunidades que habitam os vales próximos a Belasica são resquícios de práticas desenvolvidas desde ao menos o século XIX. Porém, evidentemente, tais práticas passaram por claras transformações ao longo do século XX, principalmente após o processo de reassentamento de famílias búlgaras na região. A economia local baseia-se na agricultura e pecuária, alguns ofícios artesanais, cerâmicos, latoeiros e de carpintaria, uma indústria têxtil pautada na confecção de produtos em linho, seda e cânhamo, a sericultura, que sofreu um acentuado aumento nos anos 1940, a produção de cerveja e, recentemente, o ecoturismo. Um produto original de Belasica é o mel de castanheiro. Ele possui uma coloração castanha escura, um forte aroma e consistência líquida e um sabor ligeiramente amargo. É medicinalmente recomendado para problemas gastrointestinais e doenças renais, principalmente auxiliando na redução de sangue no fígado.